# Fortunato Federigi
Fortunato Federigi (Seravezza, 22 febbraio 1901 – Amorgos, 4 luglio 1941) è stato un militare e aviatore italiano, decorato con la Medaglia d'oro al valor militare alla memoria nel corso della seconda guerra mondiale.

## Biografia

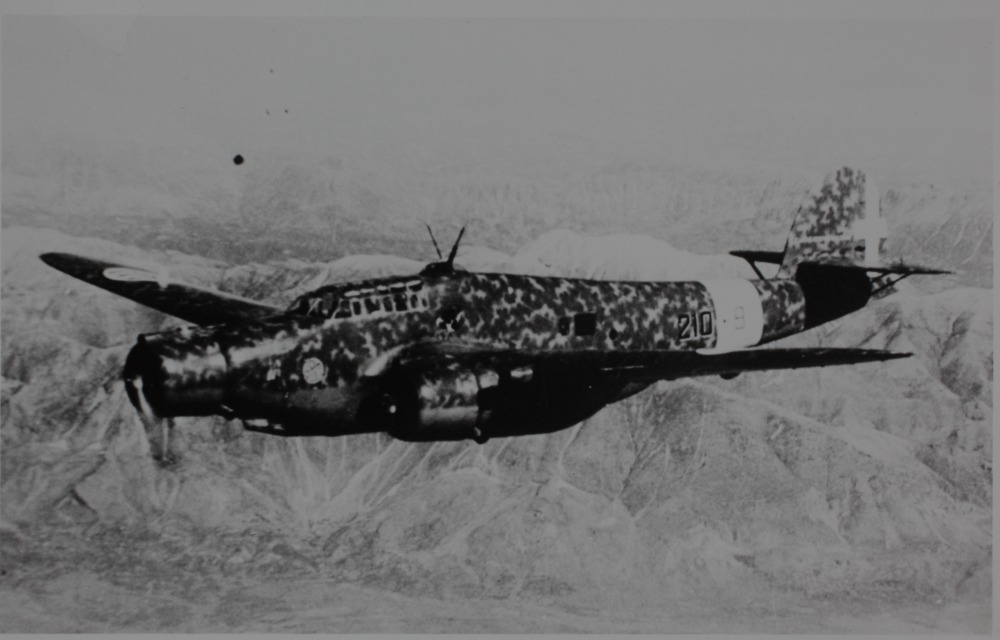
Un bombardiere CANT Z.1007 Alcione.

Nacque a Seravezza, provincia di Lucca, il 4 luglio 1901. Partecipò all'impresa di Fiume come legionario al seguito di Gabriele D'Annunzio, dal settembre 1919 al gennaio 1921. Arruolatosi nel Regio Esercito fu assegnato in servizio al 3º Reggimento bersaglieri in qualità di sottotenente di complemento. Congedatosi nel 1923, l'anno successivo si arruolò nella Regia Aeronautica come allievo pilota, e conseguì il brevetto di pilota militare nel 1925, entrando poi in servizio nel 
1º Stormo Caccia Terrestri. Congedato nel 1928 andò a lavorare presso la compagnia aerea Ala Littoria.  Divenuto tenente nel 1932, e capitano nel 1935, nel gennaio 1937 partì volontario per combattere nella guerra di Spagna. Rientrò in Patria con la promozione a maggiore per merito di guerra, divenendo tenente colonnello nell'ottobre 1938, e nell'aprile 1939 prese parte alle operazioni di occupazione dell'Albania. Entrò anche in politica con il ruolo di Consigliere nazionale nella XXX Legislatura.
All'atto dell'entrata in guerra del Regno d'Italia, avvenuta il 10 giugno 1940, fu richiamato nuovamente in servizio attivo assegnato in forza alla 205ª Squadriglia del 41º Gruppo Autonomo da bombardamento come comandante. Il suo reparto fu trasferito a Rodi, nel Dodecaneso, e da questa sede con Ettore Muti prese parte al bombardamento delle isole petrolifere del Bahrein nel Golfo Persico, avvenuto il 18 ottobre 1940. Il 4 luglio 1941, sul cielo del Mediterraneo, il suo aereo veniva attaccato ed abbattuto ed egli periva in combattimento. Fu decorato con la Medaglia d'oro al valor militare alla memoria. Una via di Querceta porta il suo nome.

### Fonti
1. 1 2 3  Ufficio Storico Stato Maggiore dell'Aeronautica 1969, p. 172.
2. 1 2 3 4  Circolo il Magazzino.
3. 1 2 3 4 5 6  Combattenti Liberazione.
4. ↑  Pro Loco Querceta.
5. ↑  Sito web del Quirinale: dettaglio decorato.
6. ↑  Bollettino ufficiale 1942, dispensa 13, pagina 584 e dispensa 29, pagina 1423.
7. ↑  Bollettino ufficiale 1940, registrato alla Corte dei conti addì 6 maggio 1941, registro n.25 Aeronautica, foglio n.97.